# 神道寺 (新潟市)
神道寺（かんどうじ）は、新潟県新潟市中央区の町字。現行行政地名は神道寺一丁目から神道寺三丁目。住居表示実施済み区域。郵便番号は950-0983。

## 概要
1889年（明治22年）から現在までの大字。及び1978年（昭和53年）から現在までの町名。信濃川下流右岸、鳥屋野潟北部に位置する。もとは江戸時代から1889年（明治22年）まであった神道寺新田の区域の一部で、昭和30年代後半から人口が急増し、商社などの企業が進出した。

### 隣接する町字
北から東回り順に、以下の町字と隣接する。
- 米山
- 鐙西
- 紫竹山
- 神道寺南
- 桜木町
- 女池南
- 女池東
- 和合町
- 堀之内南

## 歴史
1637年（寛永14年）の二郎右衛門あての開発許可免状に、神道地山新田とある。

### 分立した町字
1889年（明治22年）以後に、以下の町字が分立。
神道寺南（かんどうじみなみ）
2004年（平成16年）9月6日に分立した町字。
桜木町（さくらぎちょう）
2000年（平成12年）11月6日に分立した町字。鳥屋野潟の桜並木に近いことから、町名施行前から通称されていた。

### 年表
- 1889年（明治22年）4月1日 : 合併により女池村の大字となり、1923年（大正12年）まで神道寺新田と称する。
- 1901年（明治34年）11月1日 : 合併により鳥屋野村の大字となる。
- 1943年（昭和18年）5月3日 : 合併により新潟市の大字となる。
- 2007年（平成19年）4月1日 : 新潟市の政令指定都市移行により、中央区の大字となる。

## 世帯数と人口
2018年（平成30年）1月31日現在の世帯数と人口は以下の通りである。
| 丁目         | 世帯数  | 人口    |
| ------------ | ------- | ------- |
| 神道寺一丁目 | 459世帯 | 969人   |
| 神道寺二丁目 | 15世帯  | 42人    |
| 神道寺三丁目 | 144世帯 | 283人   |
| 計           | 618世帯 | 1,294人 |

## 小・中学校の学区
市立小・中学校に通う場合、学区は以下の通りとなる。
| 丁目         | 番地 | 小学校             | 中学校               |
| ------------ | ---- | ------------------ | -------------------- |
| 神道寺一丁目 | 全域 | 新潟市立女池小学校 | 新潟市立鳥屋野中学校 |
| 神道寺二丁目 | 全域 | 新潟市立女池小学校 | 新潟市立鳥屋野中学校 |
| 神道寺三丁目 | 全域 | 新潟市立女池小学校 | 新潟市立鳥屋野中学校 |

- 神道寺1～3丁目は、申請により新潟市立紫竹山小学校へ就学できる地域。

## 交通
- 国道8号（新潟バイパス）
  - 桜木IC
- 新潟県道164号白山停車場女池線（和合線）
- 新潟市道紫竹山鳥屋野線（紫鳥線）